# Patrick Simmons
Patrick Simmons, född 19 oktober 1948 i Aberdeen, Washington, är en amerikansk gitarrist och sångare. Han är främst känd som medlem i musikgruppen The Doobie Brothers sedan 1970, och han är den ende som varit medlem under alla dess inkarnationer. Han sjöng på några av deras hitlåtar, mest notabelt "Black Water" från 1975 som nådde förstaplatsen på Billboard Hot 100. När gruppen upplöstes första gången 1982, spelade Simmons in soloalbumet Arcade och fick sin enda hit som soloartist med låten "So Wrong" 1983. Han är åter medlem i The Doobie Brothers sedan återföreningen 1987.

## Diskografi
Soloalbum
- 1983 – Arcade[4]
- 1995 – Take Me to the Highway[4]

Studioalbum med The Doobie Brothers
- 1970 – The Doobie Brothers
- 1972 – Toulouse Street
- 1973 – The Captain and Me
- 1974 – What Were Once Vices Are Now Habits
- 1975 – Stampede
- 1976 – Takin' It to the Streets
- 1977 – Livin' on the Fault Line
- 1978 – Minute by Minute
- 1980 – One Step Closer
- 1989 – Cycles
- 1991 – Brotherhood
- 2000 – Sibling Rivalry
- 2010 – World Gone Crazy